# André Vital Félix da Silva
André Vital Félix da Silva SCI (* 31. Mai 1965 in Recife, Pernambuco, Brasilien) ist ein brasilianischer Ordensgeistlicher und römisch-katholischer Bischof von Limoeiro do Norte.

## Leben
André Vital Félix da Silva trat der Ordensgemeinschaft der Dehonianer bei und legte am 25. Februar 1986 die ewige Profess ab. Er empfing am 2. Januar 1991 das Sakrament der Priesterweihe.
Am 10. Mai 2017 ernannte ihn Papst Franziskus zum Bischof von Limoeiro do Norte. Der Bischof von Neuquén, Virginio Domingo Bressanelli SCI, spendete ihm am 8. Juli desselben Jahres die Bischofsweihe; Mitkonsekratoren waren der Erzbischof von Olinda e Recife, Antônio Fernando Saburido OSB, und der Erzbischof von Paraíba, Manoel Delson Pedreira da Cruz OFMCap. Die Amtseinführung erfolgte am 29. Juli 2017.